# نظام الدوري اللبناني لكرة القدم
نظام الدوري اللبناني لكرة القدم، المعروف أيضًا باسم هرم كرة القدم اللبناني، هو سلسلة من الدوريات المترابطة لأندية كرة القدم للرجال في لبنان. يتمتع النظام بتنسيق هرمي مع الصعود والهبوط بين الدوريات على مستويات مختلفة، مما يسمح حتى لأصغر نادٍ بالاحتمال النظري للارتقاء إلى قمة النظام. هناك خمس بطولات دوري فردية، تحتوي على أكثر من 20 فريقا.
يختلف العدد الدقيق للأندية من سنة إلى أخرى حيث تنضم الأندية إلى الدوريات أو تغادرها حسب وضع النادي في الموسم، المتوسط التقديري بـ 9 أندية في كل قسم يشير إلى أن حوالي 200 نادي أعضاء في دوري في نظام دوري كرة القدم اللبناني للرجال.

## البناء

### الرجال
الدرجة الأولى في دوريات كرة القدم اللبنانية هي الدوري اللبناني الممتاز، الذي يديره الاتحاد اللبناني لكرة القدم ويتكون من 12 فريقًا. التالي هو دوري الدرجة الثانية اللبناني. كل من هذه البطولات تغطي لبنان كلها. المستوى الثالث هو دوري الدرجة الثالثة اللبناني، يتكون من ثلاث مجموعات (8 أندية لكل مجموعة) والتي يتم تقسيمها بشكل عام على أساس الموقع. تشارك البطولات الثلاث الأولى في كأس الاتحاد اللبناني، ومسابقة الكأس المحلية.
في المستوى الرابع يوجد دوري الدرجة الرابعة اللبناني، وهو دوري من خمسة أقسام متوازية (حيث يتم تقسيم الأندية حسب الموقع الجغرافي).
وفي نهاية الهرم، هناك دوري الدرجة الخامسة اللبناني، المكوّن من ثلاثة أقسام أيضًا مقسمة على أساس الموقع.
| المستوى | الدرجة                                                          | الدرجة                                                                    | الدرجة                                                                    | الدرجة                                                                    | الدرجة                                                                     | الدرجة                                                                     | الدرجة                                                                   |
| ------- | --------------------------------------------------------------- | ------------------------------------------------------------------------- | ------------------------------------------------------------------------- | ------------------------------------------------------------------------- | -------------------------------------------------------------------------- | -------------------------------------------------------------------------- | ------------------------------------------------------------------------ |
| 1       | الدوري اللبناني الممتاز (12 نادي)                               | الدوري اللبناني الممتاز (12 نادي)                                         | الدوري اللبناني الممتاز (12 نادي)                                         | الدوري اللبناني الممتاز (12 نادي)                                         | الدوري اللبناني الممتاز (12 نادي)                                          | الدوري اللبناني الممتاز (12 نادي)                                          | الدوري اللبناني الممتاز (12 نادي)                                        |
| 2       | الدوري اللبناني الدرجة الثانية (12 نادي)                        | الدوري اللبناني الدرجة الثانية (12 نادي)                                  | الدوري اللبناني الدرجة الثانية (12 نادي)                                  | الدوري اللبناني الدرجة الثانية (12 نادي)                                  | الدوري اللبناني الدرجة الثانية (12 نادي)                                   | الدوري اللبناني الدرجة الثانية (12 نادي)                                   | الدوري اللبناني الدرجة الثانية (12 نادي)                                 |
| 3       | الدوري اللبناني الدرجة الثالثة (3 مجموعات، 8 أندية في المجموعة) | الدوري اللبناني الدرجة الثالثة (3 مجموعات، 8 أندية في المجموعة)           | الدوري اللبناني الدرجة الثالثة (3 مجموعات، 8 أندية في المجموعة)           | الدوري اللبناني الدرجة الثالثة (3 مجموعات، 8 أندية في المجموعة)           | الدوري اللبناني الدرجة الثالثة (3 مجموعات، 8 أندية في المجموعة)            | الدوري اللبناني الدرجة الثالثة (3 مجموعات، 8 أندية في المجموعة)            | الدوري اللبناني الدرجة الثالثة (3 مجموعات، 8 أندية في المجموعة)          |
| 4       | نظام الدوري اللبناني لكرة القدم بيروت (مجموعة واحدة، 7 أندية)   | نظام الدوري اللبناني لكرة القدم الشمال (3 مجموعات، 8–9 أندية في المجموعة) | نظام الدوري اللبناني لكرة القدم الشمال (3 مجموعات، 8–9 أندية في المجموعة) | نظام الدوري اللبناني لكرة القدم الجنوب (3 مجموعات، 8–9 أندية في المجموعة) | نظام الدوري اللبناني لكرة القدم جبل لبنان (4 مجموعات، 9 أندية في المجموعة) | نظام الدوري اللبناني لكرة القدم جبل لبنان (4 مجموعات، 9 أندية في المجموعة) | نظام الدوري اللبناني لكرة القدم البقاع (مجموعتان، 8–9 أندية في المجموعة) |
| 5       | نظام الدوري اللبناني لكرة القدم بيروت (مجموعة واحدة، 6 أندية)   | نظام الدوري اللبناني لكرة القدم بيروت (مجموعة واحدة، 6 أندية)             | نظام الدوري اللبناني لكرة القدم الشمال (مجموعة واحدة، 5 أندية)            | نظام الدوري اللبناني لكرة القدم الشمال (مجموعة واحدة، 5 أندية)            | نظام الدوري اللبناني لكرة القدم الشمال (مجموعة واحدة، 5 أندية)             | نظام الدوري اللبناني لكرة القدم الجنوب (مجموعتان، 6 أندية في المجموعة)     | نظام الدوري اللبناني لكرة القدم الجنوب (مجموعتان، 6 أندية في المجموعة)   |

إإذا كانت الفرق متساوية في النقاط، يتم تطبيق كاسر التعادل بالترتيب التالي:
1. السجلات المباشرة (النتائج والنقاط).
2. فارق الأهداف في مباريات وجهاً لوجه.
3. فارق الأهدف بشكل عام.
4. أعلى عدد من الأهداف المسجلة.
5. الخسارة.

### النساء
ينقسم نظام النساء إلى مستوى واحد فقط.
| المستوى | المستوى | الدرجة                                                         | الدرجة                                                         | الدرجة                                                         | الدرجة                                                         | الدرجة                                                         | الدرجة                                                         | الدرجة                                                         | الدرجة                                                         | الدرجة                                                         | الدرجة                                                         | الدرجة                                                         | الدرجة                                                         | الدرجة                                                         | الدرجة                                                         | الدرجة                                                         | الدرجة                                                         | الدرجة                                                         | الدرجة                                                         |
| ------- | ------- | -------------------------------------------------------------- | -------------------------------------------------------------- | -------------------------------------------------------------- | -------------------------------------------------------------- | -------------------------------------------------------------- | -------------------------------------------------------------- | -------------------------------------------------------------- | -------------------------------------------------------------- | -------------------------------------------------------------- | -------------------------------------------------------------- | -------------------------------------------------------------- | -------------------------------------------------------------- | -------------------------------------------------------------- | -------------------------------------------------------------- | -------------------------------------------------------------- | -------------------------------------------------------------- | -------------------------------------------------------------- | -------------------------------------------------------------- |
| 1       | 1       | دوري كرة القدم النسائي اللبناني (مجموعتان، 8 أندية لكل مجموعة) | دوري كرة القدم النسائي اللبناني (مجموعتان، 8 أندية لكل مجموعة) | دوري كرة القدم النسائي اللبناني (مجموعتان، 8 أندية لكل مجموعة) | دوري كرة القدم النسائي اللبناني (مجموعتان، 8 أندية لكل مجموعة) | دوري كرة القدم النسائي اللبناني (مجموعتان، 8 أندية لكل مجموعة) | دوري كرة القدم النسائي اللبناني (مجموعتان، 8 أندية لكل مجموعة) | دوري كرة القدم النسائي اللبناني (مجموعتان، 8 أندية لكل مجموعة) | دوري كرة القدم النسائي اللبناني (مجموعتان، 8 أندية لكل مجموعة) | دوري كرة القدم النسائي اللبناني (مجموعتان، 8 أندية لكل مجموعة) | دوري كرة القدم النسائي اللبناني (مجموعتان، 8 أندية لكل مجموعة) | دوري كرة القدم النسائي اللبناني (مجموعتان، 8 أندية لكل مجموعة) | دوري كرة القدم النسائي اللبناني (مجموعتان، 8 أندية لكل مجموعة) | دوري كرة القدم النسائي اللبناني (مجموعتان، 8 أندية لكل مجموعة) | دوري كرة القدم النسائي اللبناني (مجموعتان، 8 أندية لكل مجموعة) | دوري كرة القدم النسائي اللبناني (مجموعتان، 8 أندية لكل مجموعة) | دوري كرة القدم النسائي اللبناني (مجموعتان، 8 أندية لكل مجموعة) | دوري كرة القدم النسائي اللبناني (مجموعتان، 8 أندية لكل مجموعة) | دوري كرة القدم النسائي اللبناني (مجموعتان، 8 أندية لكل مجموعة) |